# Ken Mackintosh
Kenneth Victor „Ken“ Mackintosh (* 4. August 1919 in Cleckheaton, Yorkshire; † 22. November 2005 in Mitcham (London)) war ein britischer Jazz- und Unterhaltungsmusiker (Altsaxophon, Klarinette), der vor allem als Bandleader hervorgetreten ist. Als Songwriter war er unter dem Pseudonym Andy Burton tätig.

## Leben und Wirken
Mackintosh stammte aus einer musikalischen Familie; der Jazzmusiker Andy Mackintosh ist sein Sohn, der Pianist und Arrangeur Robert Hartley sein Neffe. Ab dem Alter von 14 Jahren spielte er Saxophon und trat gelegentlich in Leeds und Bradford auf. Mit 19 Jahren wurde er Berufsmusiker und arbeitete hauptsächlich in Bands von Roland Powell. Nach vierjährigem Wehrdienst, bei dem er teilweise in Frankreich kämpfte, war er ab 1944 bei Johnny Claes und bei George Elrick tätig, bevor er dem Orchester von Oscar Rabin betrat, dem er bis zum Frühjahr 1947 angehörte. Nach Beteiligung an Frank Weirs All-Stars, zu denen Ralph Sharon und George Shearing gehörten, gründete er ein eigenes Tanzorchester, das 1948 im Astoria Ballroom in Nottingham auftrat. 
1950 zog die Band nach London; mit Solisten wie Bobby Pratt sowie Bobby Kevin und Jack Seymour in der Rhythmusgruppe eiferte das Orchester Les Brown und Stan Kenton nach und fand nationale Anerkennung. Von 1950 bi 1953 residierte die Band im Wimbledon Palais; sie war häufig Bestandteil des BBC Light Programme und spielte ab 1951 für His Master’s Voice Platten ein, die sich gut verkauften, insbesondere 1953 die Mackintosh-Komposition The Creep, die ein Hit wurde und von zahlreichen weiteren Orchestern von Ted Heath bis Stan Kenton eingespielt wurde. Weitere bekannte Titel, die in den nächsten Jahren folgten, waren Raunchy und No Hiding Place.  Das Orchester begleitete auch Alma Cogan, Max Bygraves und Frankie Vaughan auf Aufnahmen, war 1955 in dem Spielfilm An Alligator Named Daisy von J. Lee Thompson zu erleben und trat später im Fernsehen in der Sendung Come Dancing auf. Die Band hatte auch häufig Gastspiele in Blackpool und auf der Isle of Man. In den 1960er Jahren begleitete das Orchester auch Shirley Bassey, Guy Mitchell, Jimmy Young und Johnnie Ray auf Tourneen. Die Band integrierte Elemente des R&B und der Rockmusik in ihren Sound und fand ab 1963 im Empire Ballroom am Leicester Square und in den 1970er Jahren im Hammersmith Palais ihre neue Wirkungsstätte. In den 1980er Jahren arbeitete er für Tom Jones, Shirley Bassey und Matt Monro und musste schließlich die Bigband auflösen. In den 1990er Jahren arbeitete er mit einer verkleinerten Formation und dirigierte drei Jahre lang die International Championships in der Royal Albert Hall. 2001 wurde er mit der Goldmedaille der British Academy of Composers and Songwriters für seine Verdienste um die musikalische Entwicklung in Großbritannien ausgezeichnet.

## Lexikalische Einträge
- John Chilton: Who’s Who of British Jazz. Continuum, London 2004, ISBN 0-8264-7234-6